# Stazione di Santa Croce del Lago
Stazione di Santa Croce del Lago vasútállomás Olaszországban, Veneto régióban, Farra d’Alpago településen.

## Vasútvonalak
Az állomást az alábbi vasútvonalak érintik:
- Ponte nelle Alpi-Conegliano-vasútvonal

## Kapcsolódó állomások
A vasútállomáshoz az alábbi állomások vannak a legközelebb: 
- Nove railway station (Stazione di Conegliano)
- Stazione per l'Alpago (Stazione di Ponte nelle Alpi-Polpet)